# Tjaktajaure
Tjaktajaure är en sjö i Arjeplogs kommun i Lappland och ingår i Umeälvens huvudavrinningsområde.